# 中國圖書分類法
《中國圖書分類法》為中國一種圖書分類法，係南京金陵大學圖書館館長劉國鈞以《杜威十進位圖書分類法》為基礎，擴增有關中國圖書的類目，以便適合中國的需要編制而成，初版於1929年完成刊行。此法首先在金陵大學圖書館試用，随后普及全國。爾後，此法經賴永祥增修為《賴永祥中國圖書分類法》（今稱《中文圖書分類法》），至今為臺灣、香港、澳門、新加坡等地圖書館所沿用（香港公共圖書館沿用劉國鈞的《中國圖書分類法》，大部分香港中學圖書館則採用賴永祥《中國圖書分類法》；兩者的綱目大體一致，但詳細的分號數碼偶有分別）中华人民共和国成立后，中国大陆多數图书馆於1970年代改用《中国图书馆图书分类法》，而部分图书馆中较早时期的图书室仍然沿用《中國圖書分類法》。

## 歷年版本
歷年版本如下：
- 《中國圖書分類法》初版（1929年）
- 《中國圖書分類法》增訂再版（1937年）
- 《中國圖書分類法》四版（1940年）

1958年，國立成功大學圖書館熊逸民為其添加索引，出版《增補索引中國圖書分類法》。
1964年，國立臺灣大學圖書館學系賴永祥參照劉氏分類法，修訂完成《中國圖書分類法》新訂初版，隨後又陸續修訂迄今，並為台灣、香港、澳門大多數圖書館所採用，一般稱之為「《賴永祥中國圖書分類法》」。
2001年增訂八版後，賴永祥將版權無償捐贈給中華民國國家圖書館。
2007年中華民國國家圖書館完成新版修訂，並更名為《中文圖書分類法》。

## 十大分類

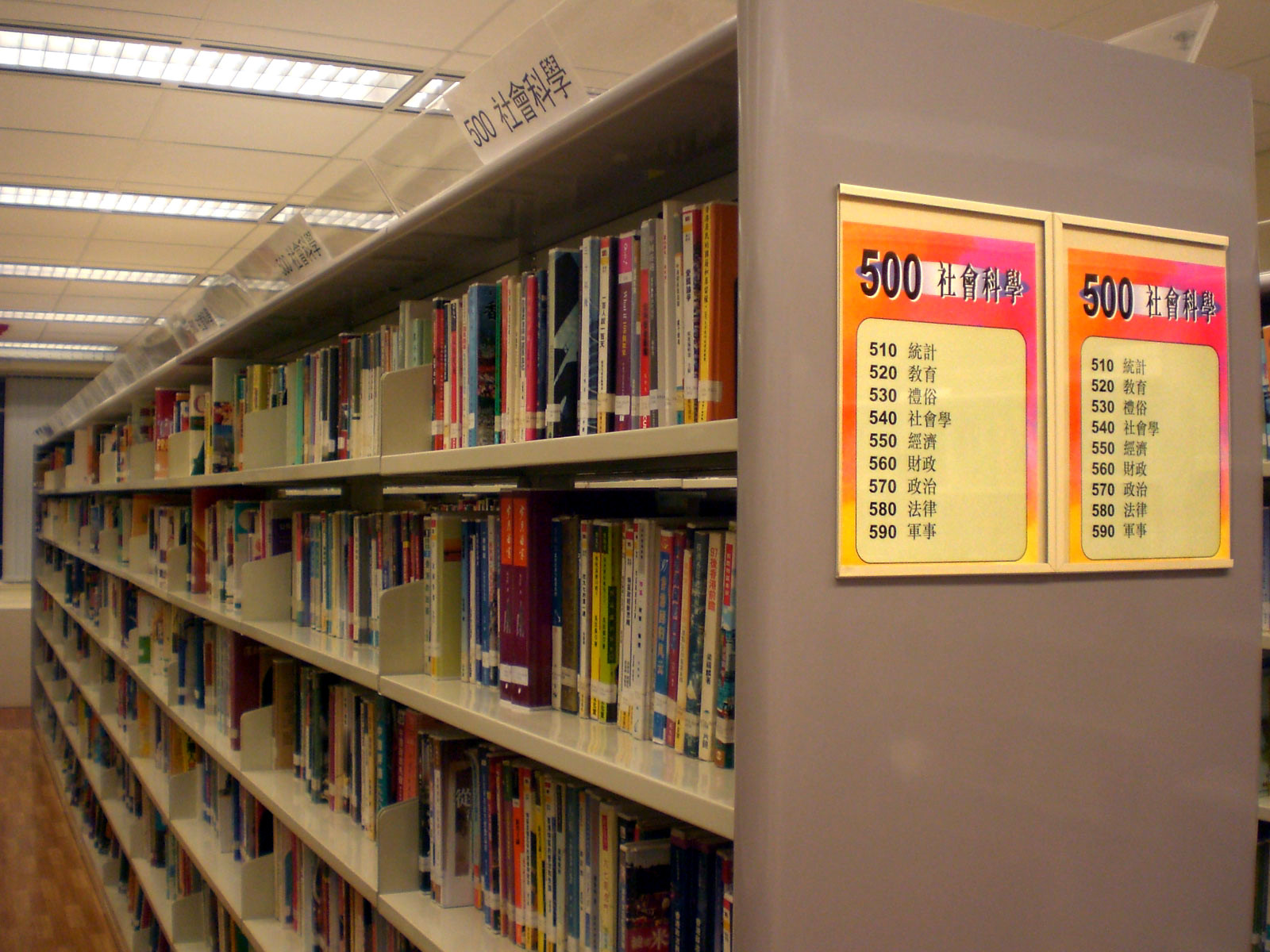
圖書分類法

- 000 總類
- 100 哲學類
- 200 宗教類
- 300 科學類
- 400 應用科學類
- 500 社會科學類
- 600-700 史地類 
  - 600 中國史地
  - 700 世界史地
- 800 語文類
- 900 藝術類

## 外部連結
- 中國圖書分類法查詢
- 中國圖書分類法
- 中文編目規範標準 中文圖書分類法(2007年版)（页面存档备份，存于）